# Droga wojewódzka nr 359
Droga wojewódzka nr 359 (DW359) – droga wojewódzka w województwie dolnośląskim, mająca 43 km długości. Od grudnia 2020 roku łączy Żmigródek z Trzebnicą i Wrocławiem – została poprowadzona starym śladem drogi krajowej nr 5. Składa się z dwóch odcinków rozdzielonych na obszarze Trzebnicy – jest to spowodowane przejęciem fragmentu obwodnicy miasta przez drogę ekspresową S5.

## Dawny przebieg
Dawniej droga posiadała 365 m długości i biegła od stacji kolejowej Wrocław Leśnica do drogi krajowej nr 94. Pokrywała się z ciągiem ulic Jana Rubczaka i Trzmielowickiej.
W 2019 roku odcinek ten na całej długości stracił kategorię drogi wojewódzkiej oraz został przeklasyfikowany na drogę gminną.

## Dopuszczalny nacisk na oś
Od 13 marca 2021 roku na całej długości drogi dopuszczalny jest ruch pojazdów o nacisku pojedynczej osi do 11,5 tony z wyjątkiem określonych miejsc oznaczonych znakiem zakazu B-19.

### Do 13 marca 2021 r.
Poprzednio dozwolony był ruch pojazdów o nacisku pojedynczej osi do 8 ton. W czasach gdy droga posiadała oznakowanie drogi krajowej nr 5 mogły się po niej poruszać pojazdy o nacisku na pojedynczą oś do 10 ton.

## Miejscowości leżące przy trasie DW359
- Żmigródek (S5, DW439)
- Żmigród
- Borzęcin
- Krościna Mała
- Prusice (obwodnica)
- Małuszyn
- Nowy Dwór (DK15, DW340)
- Będkowo
- Wisznia Mała
- Ligota Piękna
- Kryniczno (S5)
- Psary
- Wrocław (A8, S5, DK5)